# 粕川町中之沢
粕川町中之沢（かすかわまちなかのさわ）は、群馬県前橋市の地名。旧粕川村時代は、住所で勢多郡粕川村大字中之沢の地域である。また、前橋市合併後は村名の粕川村が粕川町となり、そのあと大字名がつくため前橋市粕川町○○となる。面積は5.84km2(2013年現在)郵便番号は371-0201。

## 地理
前橋市の北東、赤城山の南麓に位置している。

### 滝
- 旭の滝

## 歴史
第2次世界大戦後の開拓地として人口が増加した。そのため、1952年には月田小学校（現前橋市立月田小学校）の分校である中之沢分校が設置された。しかし、当地へのバス開通などにより1962年に廃止された。

### 年表
- 1961年 粕川村室沢の一部が独立し、粕川村中之沢となる。
- 1993年4月1日 地域内を通っていた群馬県道大間々宮城子持線が国道353号に昇格し、地域内に初めて国道が通る事となる。
- 2004年 平成の大合併で粕川村は、宮城村、大胡町とともに、前橋市に合併し、群馬県前橋市粕川町中之沢となる。
- 2017年5月12日 当地域の全域が区域となっている前橋・赤城地域が、チッタスロー国際連盟に加盟する[6]。

## 世帯数と人口
2017年（平成29年）8月31日現在の世帯数と人口は以下の通りである。
| 町丁         | 世帯数  | 人口  |
| ------------ | ------- | ----- |
| 粕川町中之沢 | 112世帯 | 206人 |

## 小・中学校の学区
市立小・中学校に通う場合、学区は以下の通りとなる。
| 番地 | 小学校             | 中学校             |
| ---- | ------------------ | ------------------ |
| 全域 | 前橋市立月田小学校 | 前橋市立粕川中学校 |

## 交通

### 鉄道
南に上毛電気鉄道上毛線粕川駅がある。

### バス
赤城タクシーが運行を行っているデマンドバス方式のふるさとバスがある。

### 道路
国道353号が南部を東西に通過。

## 施設
- 前橋市おおさる山乃家
- 中之沢美術館
- わくわく自販機ミュージアム
- サンデンフォレスト
- いろは美術館
- 龍願寺

## 避難所
当町が避難対象区域となった場合、近隣の粕川町月田にある前橋市立月田小学校に避難する。